# رایچا
رایچا (به لهستانی:  Rajcza) یک روستا در لهستان است که در گمینا رایچا واقع شده‌است. رایچا ۳٬۴۳۸ نفر جمعیت دارد.